# الجميلة والملعون
الجميلة والملعون (بالإنجليزية: The Beautiful and the Damned)‏ هي ثاني روايات الكاتب الأمريكي فرنسيس سكوت فيتزجيرالد، ونشرت لأول مرة في مجلة سكريبنير في عام 1922. وهي تصور طبقة النخبة الشرقية خلال عصر الجاز، وتستكشف مجتمع مقهى نيويورك. وكما هو الحال في روايات فيتزجيرالد الأخرى، فإن الشخصيات معقدة، وخاصة فيما يتعلق بالزواج والحميمية. ويعتقد الكتاب مقتبس إلى حد كبير من علاقة فيتزجيرالد مع زوجته زيلدا.

## ملخص حبكة الرواية
تحكي رواية الجميلة والملعون قصة أنتوني باتش -وهو أحد الشخصيات البارزة خلال عشرينيات القرن العشرين ووريث مفترض لثروة أحد الأثرياء- وتودده وعلاقته بزوجته غلوريا غيلبرت. تصف الرواية خدمته القصيرة في الجيش خلال الحرب العالمية الأولى، وحياة الزوجين المحبة للحفلات في نيويورك بعد الحرب، وإدمانه للكحول لاحقًا. تتناول قصة غلوريا وأنتوني الصعوبات الناجمة عن العلاقة، وخاصة مع ميل كل شخصية إلى أن تكون أنانية.
قرب نهاية الرواية، يلخِّص فيتزجيرالد حبكة الرواية ونواياه بكتابتها، حتى إنه يشير في ذلك إلى روايته الأولى، عندما يخبر صديقٌ كاتب ناجح ماديًا أنتوني:
«أنت تعرف أن هذه الروايات الجديدة تتعبني. يا إلهي! في كل مكان أذهب إليه، تسألني فتاة سخيفة ما إذا كنت قد قرأت رواية هذا الجانب من الجنة. هل فتياتنا حقًا بتلك الصورة؟ إذا كان ذلك حقيقي -وهو ما لا أعتقده- فإن الجيل القادم سينحدر. لقد سئمت من كل تلك الواقعية المزيفة. أعتقد أن ثمة متّسع للرومانسي في الأدب».

## الشخصيات الرئيسة
- أنتوني باتش، شخص رومانسي، وريث لثروة جده الكبيرة. وهو شخص غير متحفز للعمل، على الرغم من أنه يحاول العمل في مهن متنوعة. غلوريا مفتونة به ويقع في حبها على الفور. جُند في الجيش، لكنه لا يشهد أي خدمة فعلية. طوال الرواية، يعّوض باتش قلة عمله بحضور الحفلات مع زيادة إدمانه للكحول. توقعاته بخصوص الحصول على الثروة مستقبلًا، تجعله عاجزًا عن التصرف في الحاضر.
- غلوريا غيلبرت: جميلة تنتزع قلب أنتوني، فتتسبب بذلك في تعاسة شخص أو شخصين على طول الطريق. وهي شخصية بارزة في المجتمع، لكن لديها أفكار بأن تصبح ممثلة. غلوريا أنانية مهووسة بنفسها ولكنها تحب أنتوني. تدور شخصيتها حول جمالها والاعتقاد (غير المبرر) بأن هذا يجعلها أكثر أهمية من أي شخص آخر. تحب غلوريا أنتوني وتكرهه في نفس الوقت. وهي مثل أنتوني، غير قادرة على التعايش والتصرف في الحاضر؛ لأنها لا تستطيع أن تتخيل مستقبلًا يتجاوز زهرة جمالها.
- ريتشارد «ديك» كاراميل: كاتب طموح وأحد أعز أصدقاء أنتوني. خلال الكتاب، ينشر روايته محب الشيطان، فيتمتع بالصيت والمجد لفترة طويلة بعد النشر. ريتشارد هو ابن عم غلوريا، وهو الذي جمع بين أنتوني وغلوريا.
- السيد بلوكمان:  منتج أفلام، واقع في حب غلوريا، ويأمل أن تترك غلوريا أنتوني من أجله. جمعت غلوريا وبلوكمان علاقة في العمل عندما تعرفت غلوريا على أنتوني. بلوكمان صديق للعائلة، ولكن غلوريا تقع في حب أنتوني بدلًا منه. ما زال بلوكمان صديقًا لغلوريا، وهو الأمر الذي يجعل أنتوني في ريبة بشأن العلاقة غرامية.
- دوروثي «دوت» ريكروفت: المرأة التي كان أنتوني على علاقة غرامية معها أثناء فترة خدمته في الجيش. دوروثي امرأة تائهة، تبحث عن شخص لتشاركه حياتها. وقعت دوروثي في حب أنتوني رغم علمها بأنه متزوج، وهو ما يتسبب بالمشاكل بين غلوريا وأنتوني، ويدفع أنتوني إلى تدهور صحته العقلية.

## تحويلات
حُولت الرواية إلى فيلم في عام 1922، من إخراج ويليام أ. سيتر، بطولة كينيث هارلان في دور شخصية أنتوني باتش، وماري بريفوست في دور شخصية غلوريا.
تُرجمت الرواية إلى اللغة الفرنسية والألمانية.
في عام 2016، ذُكر أن سكارليت جوهانسون قد صُورت على أنها زيلدا فيتزجيرالد (زوجة فيتزجيرالد) في فيلم عن سيرتهما الحياتية بعنوان الجميلة والملعون.
أطلق العازف والموسيقار جي إيزي عنوان الرواية على أحد ألبوماته، واستند في عدد من مفاهيم الأغنية إلى ما كان يجري في الرواية وفي حياته.

## روابط خارجية
- الجميلة والملعون على موقع الموسوعة البريطانية (الإنجليزية)